# Muorkejaure
Muorkejaure är en sjö i Arjeplogs kommun i Lappland och ingår i Umeälvens huvudavrinningsområde. Sjön har en area på 0,195 kvadratkilometer och ligger 495 meter över havet. Muorkejaure ligger i Laisdalens fjällurskog Natura 2000-område. Sjön avvattnas av vattendraget Gramajukku.

## Delavrinningsområde
Muorkejaure ingår i det delavrinningsområde (734140-154998) som SMHI kallar för Inloppet i Kramasjön. Medelhöjden är 555 meter över havet och ytan är 12,24 kvadratkilometer. Räknas de 2 avrinningsområdena uppströms in blir den ackumulerade arean 45,61 kvadratkilometer. Gramajukku som avvattnar avrinningsområdet har biflödesordning 4, vilket innebär att vattnet flödar genom totalt 4 vattendrag innan det når havet efter 419 kilometer. Avrinningsområdet består mestadels av skog (64 procent) och sankmarker (32 procent). Avrinningsområdet har 0,57 kvadratkilometer vattenytor vilket ger det en sjöprocent på 4,6 procent.